# Тон Бюнк
Тон Бюнк (нід. Ton Buunk, 18 вересня 1952) — нідерландський ватерполіст.
Бронзовий призер Олімпійських Ігор 1976 року, учасник 1972, 1980, 1984 років.